# Nord-Adler-Klasse
Die Nord-Adler-Klasse war eine Klasse von drei nominell 80-Kanonen-Linienschiffen der Baltischen Flotte der Kaiserlich Russischen Marine, die von 1720 bis 1740 in Dienst stand.

## Allgemeines
Anfang des 18. Jahrhunderts war der britische Einfluss, große Teile des höheren Offizierskorps waren Nichtrussen bzw. Briten, auf die russische Marine relativ groß. Daher überrascht es nicht, dass der Linienschifftyp des Dreideckers mit 80 Kanonen, welcher zu dieser Zeit nur noch von Großbritannien gebaut wurde, auch in Russland Verwendung fand, da die Kosten für Bau und Unterhalt im Vergleich zu größeren Dreideckern zu vertreten waren.
Die ersten Schiffe dieser Art waren die drei Einheiten der späteren Nord-Adler-Klasse, die von dem Schiffbaumeister Richard Ramsey auf Basis der 80-Kanonen-Dreidecker (47,5 m × 13,3 m × 5,4 m) des britischen 1706 Establishment entworfen wurden. Alle drei Schiffe wurde im Jahr 1716 auf der Admiralitätswerft in Sankt Petersburg auf Kiel gelegt und liefen 1720 bzw. 1721 vom Stapel. Sie waren während ihrer Dienstzeit nicht in Gefechte verwickelt und wurden zwischen 1736 und 1740 abgebrochen.

## Einheiten
| Name                           | Bauwerft                            | Kiellegung    | Stapellauf      | Verbleib         |
| ------------------------------ | ----------------------------------- | ------------- | --------------- | ---------------- |
| Nord-Adler (Норд-Адлер)        | Admiralitätswerft, Sankt Petersburg | 29. Juni 1716 | 5. Juni 1720    | 1740 abgebrochen |
| Swjatoi Andrei (Святой Андрей) | Admiralitätswerft, Sankt Petersburg | 3. April 1716 | 3. Februar 1721 | 1740 abgebrochen |
| Fridemaker (Фридемакер)        | Admiralitätswerft, Sankt Petersburg | 8. Juli 1716  | 5. März 1721    | 1736 abgebrochen |

## Technische Beschreibung
Die Klasse war als Batterieschiff mit drei durchgehenden Geschützdecks konzipiert und hatte eine Länge von 47,85 Metern (Geschützdeck), eine Breite von 13,66 Metern und einen Tiefgang von 5,79 Metern. Sie war ein Rahsegler mit drei Masten (Fockmast, Großmast und Kreuzmast). Lediglich am Kreuzmast befand sich auf der untersten Position (Unterbesansegel) ein Lateinersegel. Auf der Spitze des Bugspriets war zudem noch eine Mars und ein weiterer kleiner Mast, der Sprietmast angebracht, an dem ebenfalls noch ein kleines Rahsegel gesetzt werden konnte.
Der Rumpf schloss im Heckbereich mit einem Heckspiegel, in den Galerien integriert waren, die in die seitlich angebrachten Seitengalerien mündeten. Diese waren aus Repräsentationsgründen durch zeitspeziefische Schnitzereien und Bildhauerarbeiten geschmückt. An der obersten Position des Heckspiegels befanden sich traditionell bis zu drei Hecklaternen. Die Beplankung des Schiffes war kraweel ausgeführt, das heißt, die Enden der Planken stießen stumpf aufeinander, so dass eine glatte Außenfläche entstand. Die Bewaffnung der Klasse bestand aus 88 Kanonen.
|        | Unteres Batteriedeck | Mittleres Batteriedeck | Oberes Batteriedeck | Backdeck       | Achterdeck     | Kanonen (Geschossgewicht) |
| ------ | -------------------- | ---------------------- | ------------------- | -------------- | -------------- | ------------------------- |
| Design | 26 × 24-Pfünder      | 26 × 16-Pfünder        | 26 × 8-Pfünder      | 10 × 4-Pfünder | 10 × 4-Pfünder | 88 Kanonen (318,39 kg)    |